# 13641 de Lesseps
13641 de Lesseps este o planetă minoră (asteroid), cu un diametru de 10,257 km, din centura de asteroizi. A fost descoperită pe 15 aprilie 1996 la Observatorul European Austral de Eric Walter Elst și a fost numită după Barthélemy de Lesseps⁠(d). 
Obiectul prezintă o orbită caracterizată de o semiaxă mare de 3,0750396 UAi, o excentricitate de 0,16, o înclinație de 0,82483 ° în raport cu ecliptica.